# アウグスト・エファーディング
アウグスト・エファーディング (August Everding, ドイツ語発音: [ˈaʊɡʊst ˈeːvɐdɪŋ] アウグスト・エーヴァディング、1928年10月31日 ボトロップ - 1999年1月26日 ミュンヘン)は、ドイツのオペラ演出家、監督である。ボン大学とミュンヘン大学でピアノ、哲学等を学んだ後、1950年代にミュンヘン・カンマーシュピーレにおける下積みからキャリアを開始した。なお、彼はドイツカトリック学生連盟協会（Kartellverband katholischer deutscher Studentenvereine）の母体であるボンのカトリック学生団体に所属していた。
1968年からハンブルクで演出家として活動を始め、1977年、ミュンヘンのバイエルン国立歌劇場総監督に就任。翌年バイロイト音楽祭におけるさまよえるオランダ人の演出を手掛けたほか、ベルリン・ドイツ・オペラ、チューリッヒ歌劇場でも演出を行っている。1983年には、バイエルン国立歌劇場のほか、ゲルトナープラッツ劇場、国立劇場（Staatsschauspiel）を含むミュンヘンの州立劇場総監督に就任した。
彼の作品は、ウィーン国立歌劇場、ザルツブルク音楽祭、ロイヤル・オペラ・ハウス、スカラ座、シカゴ・リリック・オペラ、メトロポリタン歌劇場、サンフランシスコ・オペラ、オペラ・オーストラリアといった多くの一流オペラハウスで上演された。
エファーディングには、妻と4人の息子がいた。1999年、ガンにより死去。

## 録音
以下をはじめ、多くの作品をDVDで見ることができる。
- フンパーディンク『ヘンゼルとグレーテル』－ゲオルク・ショルティ指揮ウィーン・フィルハーモニー管弦楽団、出演：エディタ・グルベローヴァ、ブリギッテ・ファスベンダー、ヘルマン・プライ
- モーツァルト『魔笛』－ヴォルフガング・サヴァリッシュ指揮バイエルン国立管弦楽団、出演：クルト・モル、フランシスコ・アライサ、エディタ・グルベローヴァ、ルチア・ポップ